# 桂滇悬钩子
桂滇悬钩子（学名：Rubus shihae）为蔷薇科悬钩子属的植物，是中国的特有植物。分布于中国大陆的广西、云南等地，多生于低海拔至中海拔地段的丘陵以及山谷密林中，目前尚未由人工引种栽培。